# Doba (okręg Aluta)
Doba – wieś w Rumunii, w okręgu Aluta, w gminie Pleșoiu. W 2011 roku liczyła 499 mieszkańców.